# 100433 Hyakusyuko
100433 Hyakusyuko este o planetă minoră (asteroid) din centura de asteroizi. A fost descoperită pe 24 mai 1996 la Nanyo, Yamagata de 大国富丸⁠(d). 
Obiectul prezintă o orbită caracterizată de o semiaxă mare de 2,584003415491 UAi, o excentricitate de 0,34, o înclinație de 8,8 ° în raport cu ecliptica.